# باشگاه فوتبال تاج تهران در فصل ۵۴–۱۳۵۳
فصل ۵۴–۱۳۵۳ سی‌امین سال فعالیت باشگاه تاج تهران بود. در این فصل سومین دورهٔ جام تخت جمشید برگزار گردید. تاج به عنوان مدافع عنوان قهرمانی در این مسابقات حاضر شد و در پایان فصل در جایگاه چهارم جدول رده‌بندی قرار گرفت.

## مرور فصل
در این فصل برای نخستین بار تعداد تیم‌های حاضر در لیگ سراسری فوتبال ایران به شانزده تیم افزایش پیدا کرد. مسابقات لیگ سوم تخت جمشید از اسفند ماه ۱۳۵۳ آغاز شد و تا آذر ۱۳۵۴ به طول انجامید. تاج در این فصل پرستاره‌ترین تیم حاضر در مسابقات بود و گهگاه نفرات اصلی تیم ملی روی نیمکت ذخیرهٔ این تیم به چشم می‌خوردند. با توجه به حضور ستارگان پرشمار، مربی بزرگ و امکانات بی‌نظیر، بسیاری پیش از شروع فصل تاج را بخت نخست قهرمانی مسابقات می‌دانستند، اما تیم پرمهرهٔ تاج نتوانست از عنوان قهرمانی خود دفاع کند و در نهایت در جایگاه چهارم جدول رده‌بندی مسابقات قرار گرفت.
تاج مسابقات را با سه پیروزی برابر تیم‌های آرارات، ملوان و پاس آغاز کرد و مطابق انتظارها در صدر جدول قرار گرفت، اما در هفته‌های چهارم و پنجم برابر دو تیم تازه‌راه‌یافته به لیگ متحمل شکست شد. نخستین شکست آبی‌پوشان در برابر رقیب قدیمی خود دارایی رقم خورد. تاج برای رویارویی با دارایی با سه مهاجم (غلامحسین مظلومی، نراقی و عادلخانی) وارد زمین شد، اما دارایی‌چی‌ها که اولین فصل حضور خود را در لیگ تخت جمشید سپری می‌کردند با ارائهٔ یک دفاع منطقی به رهبری پرویز قلیچ‌خانی بازیکن پیشین تاج توانستند یک پیروزی شیرین را به دست آورند. سپس در هفتهٔ پنجم در تبریز تیم تازه‌تأسیس تراکتورسازی با مربیگری محمد بیاتی پیشکسوت تاج موفق شد دومین شکست فصل را به آبی‌پوشان تحمیل کند. تاج با حواشی حاصل از دو شکست پیاپی در هفتهٔ ششم برابر تیم خوب همای تهران قرار گرفت. رایکوف در پایان فصل گذشته و علی‌رغم قهرمانی تاج از تیم هما به عنوان بهترین تیم ایران یاد کرده بود. این شهرآورد مهیج با وجود برتری نسبی هما در نهایت با تساوی پر گل ۳−۳ در ورزشگاه آریامهر خاتمه یافت. هفتهٔ بعد تاج با پیروزی ۳−۱ برابر تیم آمادهٔ پرسپولیس بار دیگر به صدر بازگشت و امید هواداران خود را زنده کرد. اما عملکرد متزلزل آبی‌پوشان در بازی‌های باقی‌مانده تا پایان نیم‌فصل (کسب ۵ تساوی و یک شکست در ۸ بازی) باعث شد تا آنها از صدر جدول فاصله بگیرند و بر خلاف فصل گذشته که پیروزی‌های پیاپی در نیم‌فصل نخست راه قهرمانی تاج را هموار کرده بود، نمایش کم‌فروغ در نیم‌فصل اول لیگ سوم بخت قهرمانی این تیم را کاهش داد.

### دیدار با ابومسلم

گزارش هفته‌نامه کیهان ورزشی از بازی ناتمام ابومسلم و تاج در ورزشگاه سعدآباد مشهد

گزارش هفته‌نامه کیهان ورزشی از این بازی:
تاریخ بازی : جمعه نهم آبان ماه ۱۳۵۴
داور: داود حیدری با کمک مرتضی زاهدی و علیرضا امامی
تماشاگر: ۱۷ هزارتن
اخراج : ناصر حجازی در دقیقه ۱۴
فروش بلیت ......۷ ریال
ورزشگاه سعدآباد مشهد
هرچند داود حیدری داور این مسابقه نتیجه را اعلام نکرد و اخذ تصمیم نهایی را به عهده کمیته داوران نهاد ، ولی بهر حال تاج در یک مسابقه کوتاه مدت که بیش از یک دیدار کامل هیجان و حادثه داشت – هم بازی را باخت و هم حیثیت ورزشی را. تاج شاید می توانست از میدان پیروز و سر بلند خارج شود کما اینکه وقتی گل اول را به ثمر رساند، این اطمینان را به وجود آورد که پیروزی چندان دور از دسترس نیست اما چند دقیقه بعد وقتی گل تلافی را درون دروازه خود دید ناگهان از هم پاشید و بازیکنانش با اعصابی آشفته ، بسوی داور هجوم بردند و بنای اعتراض گذاشتند. ناصر حجازی معتقد بود زمانی که برای مهار توپ اوت میثاقیان به هوا بلند شده بود ، مجید تشرفی روی او مرتکب خطا شده و در همان زمان مسیح نیا گل ابومسلم را به ثمر رسانیده است. هر چند ما دور از معرکه بودیم، اما حرکات دست حجازی نشان میداد که به تند با داور سخن میگوید و به علت همین کار نیز یک اخطار گرفت و لحظه‌ای بعد در حالی که بازیکنان تاج حیدری را در میان خود احاطه کرده بودند ما کارت قرمز را دیدیم که به حجازی نشان داده میشد به نظر میرسید که بازیکنان تاج مانع از این فرمان داور بودند و به همین سبب هم دست او را گرفته و به زحمت کارت اخراج را نشان داد. از این لحظه (دقیقه ۱۶) تاجیها که با کنار رفتن حجازی نیمی از امید خود را بر باد رفته میدیدند، به هیچ وجه حاضر به تمکین فرمان داور نبودند و سرانجام سعید باغوردانی در گرماگرم بگومگوها سیلی محکمی به صورت داور زد و در همین هنگام به دستور پرویز شیخان مدیر باشگاه تاج تهران بازیکنان تیم تاج از مین خارج شده ولی در گوشه میدان به خبرنگاران عکاس حمله‌ور شدند و حتی مسعود مژدهی دوربین یکی از آنها را با لگد به گوشه‌ای پرتاب کرد و زمانی که ناصر حجازی قصد کتک زدن یکی از آنها را داشت ، قضیه ظاهر با دخالت مسؤلان میدان فیصله یافت . حیدری در این فرصت سوت خود را به خاطر حاضر نشدن تیم تاج برای ادامه مسابقه به صدا در آورد و از میدان خارج شد. دراین موقع گوینده ورزشگاه اعلام کرد که داور مسابقه را با نتیجه سه بر صفر به سود ابومسلم اعلام کرده است. اما داود نصیری نماینده فدراسیون فوتبال ایران اعتراض کرد و گفت داور چنین نتیجه یی را اعلام نکرده است. حیدری که برای تعویض لباس به رختکن رفته بود به عنوان کرد : «چون تیم تاج حاضر به ادامه مسابقه شد ، من از میدان خارج شدم و اخذ تصمیم در این مورد به عهده کمیته داوران خواهد بود». او ما را در مقابل این سؤال باقی نهاد - که پس اجرای مقررات در چه مرحله بی به تصمیم داور بستگی دارد و از جانب دیگر پرویز شیخان معتقد بود و می گفت تیم من از زمین خارج شده است. من آنها را به گوشه زمین راهنمایی کردم تا با آنها مشورت کنم. عبدالعظيم وليان نیابت تولیت عظمی و استاندار خراسان - که برای نخستین بار در مسابقه یی از دوره مسابقات جام تخت جمشید حضور یافته بود - در حالیکه از این پیشامد بسیار ناراحت به نظر می رسید ، ضمن یاد آوری کسوت و روحیه ورزشکاری به سرپرست تیم تاج اظهار داشت : « داشتن چنین ورزشکارانی که به هیچ وجه حرمت میدان ورزش را رعایت نکردند ، مایه تاسف است ». مسئله هرچه بود ظاهرا فيصله یافت. ابومسلم و تاج یا برده‌اند و یا باخته‌اند این زیاد هم نیست. اما نحوه رفتار بازیکنان تاج این سؤال را پیش می آورد که پس تکلیف شعارها و سینه زدن زیر علم کلماتی چون « منظور ورزش است یا نه برد و باخت » چیست؟ خیلی ها عقیده دارند که چون تاج نمی تواند در جدول مسابقه ها وضع روشنی داشته باشد ، دنبال بهانه می گردد تا صحنه رقابت ها را ترک كند . در این مسابقه ناتمام ، گل تاج را در دقیقه ۶ عباس نوین روزگار روی ضربه کرنر حسن روشن په ثمر رساند. مشهد : منوچهر نقافی
اختلاف میان رایکوف و ستارگان ملی‌پوش تیم از جمله دلایل ناکامی تاج در این فصل بود. حضور بازیکنان پرآوازه و کم‌حوصله روی نیکت تاج در مقاطع مختلفی از فصل باعث بروز اختلاف و بحران می‌شد. رایکوف در همان سال‌های نخست حضورش در ایران با کنار گذاشتن بازیکنان آماده‌ای چون اکبر افتخاری و داریوش مصطفوی از تیم ملی و تاج اقتدار خود را نشان داده بود. در پایان این فصل گمان می‌رفت که او از تاج جدا خواهد شد، اما حمایت باشگاه از سرمربی باعث کوچ تعدادی از ملی‌پوشان تاج شد. با توجه به اصول خدشه‌ناپذیر رایکوف در مربیگری، برخی منتقدان عقیده داشتند که او همواره بهترین نتایج را با بازیکنان جوان و مطیع کسب می‌کند و نه بازیکنان مطرح و ملی‌پوش.

## تیم اصلی
| شماره       | نام                   | ملیت        | پُست                     | تاریخ تولد (سن)          | باشگاه پیشین    |             |             |
| دروازه‌بان‌ها | دروازه‌بان‌ها           | دروازه‌بان‌ها | دروازه‌بان‌ها             | دروازه‌بان‌ها              | دروازه‌بان‌ها     | دروازه‌بان‌ها | دروازه‌بان‌ها |
| ----------- | --------------------- | ----------- | ----------------------- | ------------------------ | --------------- | ----------- | ----------- |
| ۱           | ناصر حجازی            | ایران       | دروازه‌بان               | ۲۳ آذر ۱۳۲۸ (۲۵ سال)     | نادر تهران      |             |             |
|             | منصور رشیدی           | ایران       | دروازه‌بان               | ۹ تیر ۱۳۲۶ (۲۷ سال)      | دیهیم تهران     |             |             |
|             | حجت‌الله خاکسار تهرانی | ایران       | دروازه‌بان               | ۱۳۳۴ (۲۰ سال)            | جوانان تاج      |             |             |
| خط دفاع     |                       |             |                         |                          |                 |             |             |
| ۲           | منصور پورحیدری        | ایران       | دفاع راست               | ۶ بهمن ۱۳۲۴ (۲۹ سال)     | دارایی          |             |             |
| ۳           | عزت‌الله جان‌ملکی       | ایران       | دفاع چپ                 | ۲۳ امرداد ۱۳۲۵ (۲۸ سال)  | پیکان تهران     |             |             |
| ۴           | اکبر کارگرجم          | ایران       | دفاع وسط، دفاع جلوزن    | ۵ دی ۱۳۲۳ (۳۰ سال)       | راه‌آهن تهران    |             |             |
| ۵           | حسن نظری              | ایران       | دفاع راست               | ۵ دی ۱۳۲۳ (۳۰ سال)       | راه‌آهن تهران    |             |             |
| ۱۶          | آندرانیک اسکندریان    | ایران       | دفاع وسط                | ۹ دی ۱۳۳۰ (۲۳ سال)       | آرارات تهران    |             |             |
| ۱۹          | سعید باغوردانی        | ایران       | مدافع                   |                          |                 |             |             |
|             | محمود امامی           | ایران       | مدافع                   |                          |                 |             |             |
|             | محمدصادق کاظمی        | ایران       | مدافع                   |                          |                 |             |             |
| خط میانی    |                       |             |                         |                          |                 |             |             |
| ۶           | کارو حق‌وردیان         | ایران       | هافبک وسط               | ۳ تیر ۱۳۲۵ (۲۸ سال)      | شعاع تهران      |             |             |
| ۸           | علی جباری             | ایران       | هافبک                   | ۲۹ تیر ۱۳۲۵ (۲۸ سال)     | راه‌آهن تهران    |             |             |
| ۱۴          | عباس نوین‌روزگار       | ایران       | هافبک دفاعی             |                          |                 |             |             |
| ۱۷          | حسن نگارش             | ایران       | هافبک                   |                          |                 |             |             |
| ۱۸          | جواد قراب             | ایران       | هافبک                   | ۸ امرداد ۱۳۲۸ (۲۵ سال)   | برق تهران       |             |             |
| ۲۲          | حسن ابراهیمی          | ایران       | هافبک                   |                          | بانک ملی تهران  |             |             |
| ۲۴          | سعید مراغه‌چیان        | ایران       | هافبک                   |                          | افسر تهران      |             |             |
|             | فرامرز کردستانی       | ایران       | هافبک                   |                          |                 |             |             |
| خط حمله     |                       |             |                         |                          |                 |             |             |
| ۷           | پرویز مظلومی          | ایران       | مهاجم                   | ۲۶ شهریور ۱۳۳۳ (۲۰ سال)  |                 |             |             |
| ۹           | غلام‌حسین مظلومی       | ایران       | هافبک هجومی، مهاجم      | ۲۳ دی ۱۳۲۸ (۲۵ سال)      | تاج آبادان      |             |             |
| ۱۰          | حسن روشن              | ایران       | مهاجم نوک               | ۱۰ دی ۱۳۳۳ (۲۰ سال)      | جوانان تاج      |             |             |
| ۱۱          | محمدرضا عادلخانی      | ایران       | مهاجم (فوتبال)          | ۲۴ بهمن ۱۳۲۶ (۲۷ سال)    | کلافلد گایزواید |             |             |
| ۱۲          | مهرداد زمان‌زاده       | ایران       | مهاجم                   |                          |                 |             |             |
| ۱۳          | مسعود مژدهی           | ایران       | هافبک هجومی، مهاجم کاذب | ۱۳۳۰ (۲۴ سال)            | پاس تهران       |             |             |
| ۲۰          | هادی نراقی            | ایران       | مهاجم                   | ۲۹ فروردین ۱۳۳۱ (۲۲ سال) | برق تهران       |             |             |
| ۲۱          | حسین مددی             | ایران       | مهاجم                   |                          |                 |             |             |

## باشگاه
| مالک              | پرویز خسروانی   |
| مدیر باشگاه       | پرویز شیخان     |
| سرپرست تیم فوتبال | پرویز کوزه‌کنانی |

| زمین بازی  | ورزشگاه امجدیه (۳۰٬۰۰۰ / ۱۰۵x68m)   |
| زمین بازی  | ورزشگاه آریامهر (۱۰۰٬۰۰۰ / ۱۱۰x75m) |
| زمین تمرین |                                     |

## بازی‌ها

### لیگ تخت جمشید
برد
      مساوی
      باخت
      به تعویق افتاده
| ۱۹ اسفند ۱۳۵۳ ۱ | آرارات تهران | ۰ – ۱         | تاج تهران | تهران                                 |
|                 |              | نتایج اطلاعات | جباری ۷۱' | ورزشگاه: امجدیه تهران داور: رضا حیدری |

| ۲۵ اسفند ۱۳۵۳ ۲ | تاج تهران                        | ۲ – ۰         | ملوان بندر پهلوی | تهران                                  |
|                 | جباری ۴۴' · مژدهی ۵۶' · عادلخانی | نتایج اطلاعات |                  | ورزشگاه: امجدیه تهران داور: محسن زمانی |

| ۷ فروردین ۱۳۵۴ ۳ | پاس تهران          | ۱ – ۲         | تاج تهران                          | تهران                                   |
|                  | مهدی دینورزاده ۶۱' | نتایج اطلاعات | مظلومی ۴۸' · نوربخش ۷۴' (گل‌به‌خودی) | ورزشگاه: امجدیه تهران داور: جعفر نامدار |

| ۱۴ فروردین ۱۳۵۴ ۴ | دارایی تهران                | ۱ – ۰              | تاج تهران | تهران                                                           |
|                   | نوین‌روزگار ۶۶' (گل به خودی) | دنیای ورزش اطلاعات |           | ورزشگاه: امجدیه تهران تماشاگران: بیش از ۲۰٬۰۰۰ داور: محمد صالحی |

| ۲۴ فروردین ۱۳۵۴ ۵ | تراکتورسازی تبریز                 | ۱ – ۰               | تاج تهران | تبریز                                                           |
|                   | نورمحمدزاده ۱۰' · محمود صدیق‌احمدی | کیهان ورزشی اطلاعات |           | ورزشگاه: باغشمال تماشاگران: نزدیک به ۱۵٬۰۰۰ داور: عباس مقدس‌زاده |

| ۲۹ فروردین ۱۳۵۴ ۶ | هما تهران                   | ۳ – ۳       | تاج تهران                                           | تهران                                                |
|                   | عزیزی ۱۵' · نواریی ۳۵'، ۴۹' | کیهان ورزشی | ابراهیمی ۴' · خبیری ۲۰' (گل به خودی) · عادلخانی ۷۷' | ورزشگاه: آریامهر تماشاگران: ۱۵٬۰۰۰ داور: جعفر نامدار |

| ۵ اردیبهشت ۱۳۵۴ ۷ (دربی ۱۷)               | تاج تهران                           | ۳ – ۱               | پرسپولیس تهران        | تهران                                                   |
|                                           | مظلومی ۱۲'، ۶۳' · مژدهی ۴۸' · مژدهی | اطلاعات کیهان ورزشی | ایرانپاک ۵۴' · زادمهر | ورزشگاه: آریامهر تماشاگران: حدود ۹۰٬۰۰۰ داور: هاشم حکیم |
| یادداشت: شانزدهمین شهرآورد تاج و پرسپولیس |                                     |                     |                       |                                                         |

| ۱۲ اردیبهشت ۱۳۵۴ ۸ | تاج تهران | ۰ – ۰       | ذوب‌آهن اصفهان | تهران                                                          |
|                    | باغوردانی | کیهان ورزشی |               | ورزشگاه: امجدیه تهران تماشاگران: بیش از ۱۸٬۰۰۰ داور: رضا حیدری |

| ۱۸ اردیبهشت ۱۳۵۴ ۹ | تاج تهران                  | ۳ – ۱                  | ابومسلم مشهد               | تهران                                                                                  |
|                    | روشن ۴۴'، ۸۴' · مظلومی ۶۱' | دنیای ورزش کیهان ورزشی | بمانی ۱۳' · علیرضا گیل عرب | ورزشگاه: امجدیه تهران تماشاگران: نزدیک به ۲۵٬۰۰۰ داور: محمد صالحی مرد مسابقه: حسن روشن |

| ۲۶ اردیبهشت ۱۳۵۴ ۱۰ | نیروی آب و برق اهواز | ۱ – ۱         | تاج تهران    | اهواز                                  |
|                     | حبیب شریفی ۲۱'       | نتایج اطلاعات | ابراهیمی ۱۹' | ورزشگاه: ولیعهد اهواز داور: محمد صالحی |

| ۱۴ شهریور ۱۳۵۴ ۱۶ | تاج تهران                           | ۳ – ۰       | آرارات تهران | تهران                                   |
|                   | نراقی ۱۳' · روشن ۴۰' · زمانزاده ۹۰' | کیهان ورزشی |              | ورزشگاه: امجدیه تهران داور: منوچهر نظری |

| ۲۱ شهریور ۱۳۵۴ ۱۷ | ملوان بندر پهلوی | ۰ – ۰       | تاج تهران       | بندر پهلوی                                                              |
|                   | رضا ویشگاهی      | کیهان ورزشی | اسکندریان مژدهی | ورزشگاه: محمدرضا شاه بندر پهلوی تماشاگران: حدود ۹٬۰۰۰ داور: جعفر نامدار |

| ۳۰ شهریور ۱۳۵۴ ۱۸                       | تاج تهران                         | ۲ – ۰       | پاس تهران  | تهران                                                                                   |
|                                         | روشن ۱۴' · مظلومی ۴۲' · اسکندریان | کیهان ورزشی | صادقی  '۹۰ | ورزشگاه: امجدیه تهران تماشاگران: حدود ۳۰٬۰۰۰ داور: رضا حیدری مرد مسابقه: سعید باغوردانی |
| یادداشت: حجازی ضربه پنالتی را مهار کرد. |                                   |             |            |                                                                                         |

| ۴ مهر ۱۳۵۴ ۱۹ | تاج تهران | ۰ – ۰       | دارایی تهران | تهران                                                    |
|               |           | کیهان ورزشی | معینی        | ورزشگاه: آریامهر تماشاگران: حدود ۸۵٬۰۰۰ داور: محسن زمانی |

| ۱۱ مهر ۱۳۵۴ ۲۰ | تاج تهران              | ۲ – ۰         | تراکتورسازی تبریز | تهران                                                |
|                | نراقی ۱۳' · مظلومی ۶۷' | نتایج اطلاعات | میرمجید ناظمی     | ورزشگاه: آریامهر تماشاگران: ۲۷۰۰۰ داور: جمشید اخباری |

| ۲۰ مهر ۱۳۵۴ ۲۱ | تاج تهران     | ۱ – ۲         | هما تهران                               | تهران |
|                | جواد قراب ۶۰' | نتایج اطلاعات | نایب‌آقا ۱۵' (پنالتی) · عزیزی ۷۵' · صفری |       |

| ۲۵ مهر ۱۳۵۴ ۲۲ (دربی ۱۸)                | پرسپولیس تهران                        | ۲ – ۰       | تاج تهران | تهران                                                       |
|                                         | فتاحی ۱۹' · حاج‌رحیمی‌پور ۳۶' · آشتیانی | کیهان ورزشی | مژدهی     | ورزشگاه: آریامهر تماشاگران: حدود ۱۰۰٬۰۰۰ داور: پتری آندرسون |
| یادداشت: هجدهمین شهرآورد تاج و پرسپولیس |                                       |             |           |                                                             |

| ۱ آبان ۱۳۵۴ ۲۳ | ذوب‌آهن اصفهان | ۰ – ۱         | تاج تهران | اصفهان                                |
|                |               | نتایج اطلاعات | مژدهی ۴۰' | ورزشگاه: باغ همایون داور: منوچهر نظری |

| ۹ آبان ۱۳۵۴ ۲۴ | ابومسلم مشهد     | ۱ (۳) – ۱ (۰) | تاج تهران                      | مشهد                                                 |
| | مسیح مسیح‌نیا ۱۲' | کیهان ورزشی   | نوین‌روزگار ۸' · ناصر حجازی '۱۶ | ورزشگاه: سعدآباد تماشاگران: ۱۷٬۰۰۰ داور: داوود حیدری |
| یادداشت: این دیدار پس از به ثمر رسیدن گل تساوی ابومسلم (۱−۱) به جنجال کشیده شد و ناتمام ماند. نتیجهٔ بازی از سوی برگزارکنندگان مسابقات ۳−۰ به سود ابومسلم اعلام شد. |                  |               |                                |                                                      |

| ۱۶ آبان ۱۳۵۴ ۲۵ | تاج تهران | ۱ – ۱       | نیرو اهواز           | تهران                                                                                                  |
|                 | مژدهی ۷۸' | کیهان ورزشی | شهبازی ۶۱' · خلیلیان | ورزشگاه: امجدیه تهران تماشاگران: نزدیک به ۱۵٬۰۰۰ داور: عباس مقدس‌زاده مرد مسابقه: عباس شیدایی (از نیرو) |

| ۲۲ آبان ۱۳۵۴ ۲۶ | تاج تهران | ۰ – ۰         | سپاهان اصفهان | تهران                                  |
|                 |           | نتایج اطلاعات |               | ورزشگاه: امجدیه تهران داور: محمد ریاحی |

| ۳۰ آبان ۱۳۵۴ ۲۷ | برق شیراز | ۰ – ۲         | تاج تهران            | شیراز                                     |
|                 |           | نتایج اطلاعات | نظری ۴۶' · مژدهی ۴۸' | ورزشگاه: تاجگذاری شیراز داور: منوچهر نظری |

| ۷ آذر ۱۳۵۴ ۲۸ | تاج تهران | ۱ – ۱         | بانک ملی تهران | تهران                                    |
|               | روشن ۲۰'  | نتایج اطلاعات | رجبیه‌فرد ۱۷'   | ورزشگاه: امجدیه تهران داور: ارشد برازنده |

| ۱۴ آذر ۱۳۵۴ ۲۹ | تاج تهران      | ۲ – ۱         | صنعت نفت آبادان         | تهران                                  |
|                | مژدهی ۶۶'، ۷۷' | نتایج اطلاعات | ذوالفقار نظام آزادی ۵۷' | ورزشگاه: امجدیه تهران داور: محسن زمانی |

| ۲۲ آذر ۱۳۵۴ ۳۰ | راه‌آهن تهران                   | ۱ – ۱ | تاج تهران | تهران                                                    |
|                | ناصر ثابت‌پور · محمود ساتری ۴۵' | گزارش | نراقی ۶۲' | ورزشگاه: امجدیه تهران تماشاگران: ۲۰۰۰۰ داور: منوچهر نظری |

### بازی دوستانه
در فروردین ماه سال ۵۴ تیم فوتبال تاج به دعوت فدراسیون فوتبال عراق برای برگزاری دیدار دوستانه به مناسبت بزرگداشت جشن‌های ملی عراق به آن کشور سفر کرد و یک مسابقه دوستانه با تیم حمل و نقل عراق (قهرمان باشگاه‌های عراق) برگزار کرد که دو تیم به تساوی یک بر یک رسیدند. تنها گل تیم تاج را غلامحسین مظلومی به ثمر رساند.
| ۸ اسفند ۱۳۵۳ | تاج تهران                | ۲ – ۰ | راه‌آهن تهران | تهران                                     |
|              | حسین مددی ۲' · نراقی ۷۶' | گزارش |              | ورزشگاه: امجدیه تهران داور: مصطفی اعتمادی |

| ۱۱ فروردین ۱۳۵۴ دوستانه | تاج تهران            | ۱ – ۱                                                             | جوانان ایران     | تهران                 |
|                         | محمدرضا عادلخانی ۲۰' | [https://upload.wikimedia.org/wikipedia/fa/f/fa/Javanan-Taj-1.JPG | هادی آهنگران ۷۲' | ورزشگاه: امجدیه تهران |

| ۲۰ فروردین ۱۳۵۴ دوستانه | الزورا عراق | ۱ – ۱ | تاج تهران          | عراق |
|                         |             |       | غلامحسین مظلومی ؟' |      |

## آمار فصل

### جایگاه در جدول
| رده | باشگاه       | بازی | برد | مساوی | باخت | زده | خورده | تفاضل | امتیاز |
| --- | ------------ | ---- | --- | ----- | ---- | --- | ----- | ----- | ------ |
| ۳   | پاس تهران    | ۳۰   | ۱۳  | ۱۲    | ۵    | ۲۲  | ۱۳    | ۹+    | ۳۸     |
| ۴   | تاج تهران    | ۳۰   | ۱۲  | ۱۲    | ۶    | ۳۳  | ۲۱    | ۱۲+   | ۳۶     |
| ۵   | ابومسلم مشهد | ۳۰   | ۱۳  | ۹     | ۸    | ۲۸  | ۲۰    | ۸+    | ۳۵     |

 *هر برد ۲ امتیاز داشته‌است.

### تعداد بازی
| #  | بازیکن             | تعداد بازی    |
| #  | بازیکن             | لیگ تخت جمشید |
| -- | ------------------ | ------------- |
| ۱  | اکبر کارگرجم       | ۲۹            |
| ۲  | غلامحسین مظلومی    | ۲۶            |
| ۳  | حسن روشن           | ۲۵            |
| ۴  | کارو حق‌وردیان      | ۲۴            |
| ۵  | عباس نوین‌روزگار    | ۲۳            |
| ۶  | ناصر حجازی         | ۲۰            |
| ۷  | عزت جانملکی        | ۲۰            |
| ۸  | علی جباری          | ۲۰            |
| ۹  | سعید باغوردانی     | ۲۱            |
| ۱۰ | مسعود مژدهی        | ۲۰            |
| ۱۱ | حسن نظری           | ۱۹            |
| ۱۲ | آندرانیک اسکندریان | ۱۷            |
| ۱۳ | هادی نراقی         | ۱۷            |
| ۱۴ | حسن ابراهیمی       | ۱۶            |
| ۱۵ | جواد قراب          | ۱۶            |
| ۱۶ | محمدرضا عادلخانی   | ۱۴            |
| ۱۷ | منصور پورحیدری     | ۱۳            |
| ۱۸ | سعید مراغه‌چیان     | ۱۱            |
| ۱۹ | منصور رشیدی        | ۱۰            |
| ۲۰ | حسن نگارش          | ۱۰            |
| ۲۱ | مهرداد زمان‌زاده    | ۷             |
| ۲۲ | حسین مددی          | ۴             |
| ۲۳ | پرویز مظلومی       | ۲             |

### آمار گل‌زن‌ها
| ردیف | گلزنان           | جام تخت جمشید | جمع |
| ---- | ---------------- | ------------- | --- |
| ۱    | غلامحسین مظلومی  | ۸             | ۸   |
| ۲    | مسعود مژدهی      | ۷             | ۷   |
| ۳    | حسن روشن         | ۵             | ۵   |
| ۴    | هادی نراقی       | ۳             | ۳   |
| ۵    | علی جباری        | ۲             | ۲   |
| ۵    | حسن ابراهیمی     | ۲             | ۲   |
| ۵    | گل به خودی حریف  | ۲             | ۲   |
| ۸    | حسن نظری         | ۱             | ۱   |
| ۸    | محمدرضا عادلخانی | ۱             | ۱   |
| ۸    | جواد قراب        | ۱             | ۱   |
| ۸    | عباس نوین‌روزگار  | ۱             | ۱   |
| ۸    | مهرداد زمانزاده  | ۱             | ۱   |
|      | جمع              | ۳۴            | ۳۴  |

- نکته: در جدول پایانی فصل تعداد گلهای تیم تاج در این فصل از لیگ تخت جمشید ۳۳ گل لحاظ شده است. چون که تک گل این تیم در بازی نیمه تمام مانده ابومسلم مشهد محاسبه نشده است

### کاپیتان‌های فصل
| رده | نام          | جام تخت جمشید | جمع |
| --- | ------------ | ------------- | --- |
| ۱   | علی جباری    | ۲۰            | ۲۰  |
| ۲   | اکبر کارگرجم | ۱۰            | ۱۰  |

- فقط کاپینانهایی که بازی را شروع کرده‌اند در این جدول قرار گرفته‌اند و کاپیتانهای تعویضی محاسبه نشده‌اند.

## سایر ورزشها
- تیم تاج قهرمان دو صحرانوردی باشگاههای تهران شد.
- وزنه‌برداری باشگاه تاج با ۱۰۰ امتیاز به مقام قهرمانی باشگاههای تهران رسید.
- تیم والیبال تاج در اولین دوره جام پاسارگاد (مسابقات قهرمانی والیبال باشگاههای ایران) توانست مقام سوم این دوره از مسابقات برسد.
- تیم والیبال بانوان تاج تهران در مسابقات قهرمانی والیبال باشگاههای تهران به مقام قهرمانی دست یافت و تیم های پاس و هما به مقام‌های بعدی دست یافتند.
- میر احمد ورزنده از بنیانگذاران ورزش ژیمناستیک ایران در سال ۱۳۲۴، به عضویت باشگاه دوچرخه سواران در آمد.
- در آبان ماه سال ۱۳۵۳ بنا به پیشنهاد رایکوف مربی تیم فوتبال تاج و تصویب کمیته فوتبال سازمان تاج آقای مصطفی شرکاء به عنوان دستیار آقای رایکوف برای تیم جوانان تاج منصوب گردید.

منبع

## یادکرد منابع
1. ↑  وبگاه جام تخت جمشید، «عملکرد تاج در سال ۱۳۵۴».
2. ↑  «تاریخچه لیگ (۵)» (PDF). روزنامه شرق. ۳ شهریور ۱۳۹۰. بایگانی‌شده از اصلی (PDF) در ۲۹ اكتبر ۲۰۱۳. دریافت‌شده در ۲ شهریور ۱۳۹۷. تاریخ وارد شده در |archive-date= را بررسی کنید (کمک)
3. ↑  وبگاه مسابقات، «جوانان بی‌ادعای دارایی تاج مغرور را به زیر کشیدند»، شمارهٔ ۲۳۵ مجلهٔ دنیای ورزش، ۱۶ فروردین ۱۳۵۴.
4. ↑  «رایکوف: به نظر من هما بهترین تیم این جام بود». وبگاه جام تخت جمشید به نقل از شمارهٔ ۱۰۷۱ مجلهٔ کیهان ورزشی. ۹ آذر ۱۳۵۳. دریافت‌شده در ۲ شهریور ۱۳۹۷.
5. ↑  وبگاه جام تخت جمشید، «عملکرد تاج در سال ۱۳۵۴».
6. ↑  «بازی نیمه تمام ابومسلم و تاج». کیهان ورزشی ، شماره ۱۱۱۸ ، ص ۷. تاریخ وارد شده در |تاریخ= را بررسی کنید (کمک)
7. ↑  وبگاه جام تخت جمشید، «بحرانی‌ترین فصلی که بر تاج گذشت»، شمارهٔ ۲۸۴ مجلهٔ دنیای ورزش، ۲۳ اسفند ۱۳۵۴.
8. ↑  احمدی، علی‌اکبر (۱۳۸۸). تاریخچه کامل باشگاه از دوچرخه سواران و تاج تا استقلال. تهران: انتشارات پایگان. صص. ص ۴۲۱. شابک ۹۷۸-۶۰۰-۵۰۹۶-۵۷-۶.